# Astacilla tayronae
Astacilla tayronae är en kräftdjursart som beskrevs av Müller 1993. Astacilla tayronae ingår i släktet Astacilla och familjen Arcturidae. Inga underarter finns listade i Catalogue of Life.